# Piotr Mazur
Piotr Mazur (født 2. december 1982) er en polsk tidligere professionel cykelrytter.